# 431
431 (CDXXXI) var ett normalår som började en torsdag i den julianska kalendern.

## Händelser

### Juni
- Juni – Vid konciliet i Efesus avvisas nestorianismen och den nicaenska trosbekännelsen anses vara komplett.

### Oktober
- 1 oktober – Nestorius avsätts som patriark av Konstantinopel och efterträds av Maximianus.

### Okänt datum
- Chlodio invaderar området kring Artois.
- Aëtius driver frankerna tillbaka över floden Somme.
- Marcian (sedermera östromersk kejsare) tillfångatas av vandalerna.
- Hippo Regius blir huvudstad i vandalernas kungarike.
- Den grekiske neoplatonistiske filosofen Proklos börjar studera vid akademin i Aten.
- Påven Celestinus I sänder Palladius att verka som biskop på Irland.

## Avlidna
- 22 juni – Paulinus av Nola, kristen biskop och poet.